# Evropský halový pohár v atletice
Evropský halový pohár byl atletický šampionát pořádaný s malou výjimkou každé dva roky pod záštitou Evropské atletické asociace. První ročník šampionátu se odehrál v roce 2003 německém Lipsku v tehdy nově postavené Leipzig Aréně. Později rada EAA rozhodla, že druhý ročník se uskuteční v roce 2004 rovněž v Lipsku. Třetí ročník se uskutečnil v roce 2006 ve francouzském Liévinu a poslední v roce 2008 v Moskvě.
Oproti halovému MS a halovému ME netrval šampionát tři dny ale jednalo se pouze o jednodenní akci, v níž se konaly jen vybrané atletické disciplíny. Poháru se mohlo zúčastnit jen osm evropských zemí, zároveň v jednotlivých disciplínách mohl nastoupit vždy jen jeden závodník z dané země.

## Přehled šampionátů
|      | Ročník | Město  | Země    | Datum konání   | Místo konání           | Vítězové  | Vítězové |
| ---- | ------ | ------ | ------- | -------------- | ---------------------- | --------- | -------- |
| Muži | Ročník | Město  | Země    | Datum konání   | Místo konání           | Ženy      |          |
| 1.   | 2003   | Lipsko | Německo | 15. února 2003 | Arena Leipzig          | Španělsko | Rusko    |
| 2.   | 2004   | Lipsko | Německo | 14. února 2004 | Arena Leipzig          | Francie   | Rusko    |
| 3.   | 2006   | Liévin | Francie | 5. března 2006 | Stade Couvert Régional | Francie   | Rusko    |
| 4.   | 2008   | Moskva | Rusko   | 16. února 2008 | CSKA Arena             | Rusko     | Rusko    |

## Účastnické země
- Francie
- Německo
- Rusko
- Španělsko
- 5.
- 6.
- 7.
- 8.